# Карло Медічі
Карло Медічі (1428 або 1430 — 29 травня 1492) — флорентійський церковний діяч.

## Життєпис
Походив з впливової родини Медічі. Народився у 1430 (за іншими відомостями у 1428) році. Був позашлюбним сином Козімо Медічі та черкешенки Мадлени, яку Козімо Медічі купив у работоргівців на ринку у Венеції. Змалку батько визначив для Карло церковну кар'єру. Це обумовило його виховання та навчання. У 1450 році Карло Медічі стає каноніком архієпископії й водночас парохом церков Санта Марія в Муджелло та Сан Донато в Каленцано.
Згодом стає абатом монастиря Сан Сальваторе у Ваяно. Водночас призначається генеральним податцівцем папи римського у Тоскані, а незабаром й нунцієм. У 1460 році стає протоієреєм Прато. У 1463 році папа римський Пій II призначає Карло Медічі апостольським протонотаром. Подальша кар'єра його не відома. Він сконав у Флоренції 29 травня 1492 року.